# Hygrophila subsessilis
Hygrophila subsessilis är en akantusväxtart som beskrevs av C. B. Cl.. Hygrophila subsessilis ingår i släktet Hygrophila och familjen akantusväxter. Inga underarter finns listade i Catalogue of Life.